# ميرا رينولدز ريتشاردز
ميرا رينولدز ريتشاردز (بالإنجليزية: Myra Reynolds Richards)‏ هي نحّاتة أمريكية، ولدت في 31 يناير 1882 في إنديانابوليس في الولايات المتحدة، وتوفيت في 1934.